# Ana Nobre de Gusmão
Ana Nobre de Gusmão (* 25. Dezember 1952 in Lissabon) ist eine portugiesische Autorin.

## Leben
Ana Gusmão studierte Design an der Lissaboner ARCO-Schule und Philosophie an der Faculdade de Letras (FLUL) der Universität Lissabon. Für ihren 1996 erschienenen Debütroman Delito sem corpo erhielt sie den „Prémio Máxima Revelação“. Sie schreibt auch Lyrik. 
Gusmão schreibt essayistische Beiträge für Elle und im Magazin „Storm“. Sie lebt in Lissabon und in der Schweiz.

## Werke (Auswahl)
- Die Gefangene von Emily Dickinson. Roman. Aus dem Portug. übers. von Studentinnen und Studenten der Johannes-Gutenberg-Universität Mainz. Weidle, Bonn 2013, ISBN 978-3-938803-57-8 (A prisioneira de Emily Dickinson, 2008)
- O Pintor. Asa Ed., 2004
- Até Que a Vida Nos Separe (contos). Asa Ed., 2002
- Das Tripas Coração. Asa Ed., 2000
- Onda de Choque. Asa Ed., 1999
- Die Seherin. Roman.  Aus dem Portug. übers. von Roberto de Hollanda. Weidle, Bonn 2005, ISBN 3931135934 (Aves do paraíso, 1997)
- Não É o Fim do Mundo. Ed. Presença, 1996
- Spiegel der Angst. Roman. Aus dem Portug. von Ulrich Kunzmann. Weidle, Bonn 2002, ISBN 3931135640 (Delito sem corpo, 1996)